# Moby Vincent
Le Moby Vincent est un ferry de la compagnie italienne Moby Lines. Construit par les chantiers Rickmers en Allemagne de l'Ouest en 1974 pour la compagnie suédoise Stena Line sous le nom de Stena Normandica, il est le deuxième d'une série de quatre navires identiques destinés à être utilisés comme bateaux-charters. Mis en service en décembre 1974, il commence sa carrière sous affrètement par divers armateurs, notamment en Algérie et en Europe du nord. Cédé à la société Royal Scot Leasing en 1985, il navigue pour le groupement Sealink sous le nom de St Brendan avant d'être une nouvelle fois vendu en 1989 à l'armateur italien Navarma Lines qui le fait naviguer à partir de 1990 entre le continent italien et la Corse sous le nom de Moby Vincent. Entre-temps passé sous les couleurs de Moby Lines, nouveau nom de l'armement, en 1992, il desservira la Corse, et plus particulièrement la ligne reliant Livourne à Bastia, chaque été pendant 33 ans avant d'être retiré du service en octobre 2023. Vendu à la ferraille au début de l'année 2024, il est échoué sur les plages d'Aliağa en Turquie au mois d'avril.

## Historique

### Origines et construction
Au début des années 1970, la compagnie suédoise Stena Line décide de lancer la construction de quatre navires identiques dont la principale fonction serait d'être utilisés comme bateaux-charters. Afin de proposer une exploitation polyvalente, ces navires se caractérisent par une très grande capacité de véhicules par rapport à leur taille globale, ce qui leur confère une silhouette très anguleuse qui leur vaudra le surnom de « cubes ». Leur construction est confiée aux chantiers allemands Rickmers de Bremerhaven. Le premier, baptisé Stena Nautica, est achevé en octobre 1974.
Le deuxième navire de la série, baptisé Stena Normandica, est lancé à Bremerhaven le 11 mai 1974. Après sept mois de travaux de finitions, il est livré à Stena Line le 10 décembre.

### Service

#### Stena Line (1974-1985) puis Sealink (1985-1990)
Tout juste livré, le Stena Normandica est immédiatement affrété par la Compagnie nationale algérienne de navigation (CNAN), qui l'emploie entre l'Algérie, l'Espagne et la France pendant environ un mois. Il est ensuite restitué au mois de janvier à Stena Line qui le fera naviguer sous ses propres couleurs entre la Suède et l'Allemagne à compter du mois d'avril 1975. Il effectuera également durant l'été des traversées entre la Suède et le Danemark. À partir du mois de septembre, il est de nouveau affrété par la CNAN qui l'utilise dans le même but que précédemment.
Entre janvier et avril 1976, il réalise plusieurs voyages entre les États-Unis et le golfe Persique dans le cadre de missions gouvernementales. Une fois l'affrètement terminé, il retourne momentanément desservir les lignes de Stena entre la Suède et le Danemark avant d'être une nouvelle fois affrété par la société danoise Gedser-Travemünde Ruten qui l'exploite de juin à décembre entre le Danemark et l'Allemagne.
Après un bref retour sur les lignes de Stena en février 1977, il est affrété à partir de mars par la compagnie néerlandaise North Sea Ferries qui le fait naviguer entre les Pays-Bas et le Royaume-Uni de mars 1977 à janvier 1978. De février à avril, il navigue ensuite entre la France et le Royaume-Uni sous affrètement par la compagnie française Normandy Ferries avant de retourner desservir les lignes de Stena entre la Suède, le Danemark et l'Allemagne jusqu'au mois de juillet où il est une nouvelle fois affrété par la CNAN jusqu'en décembre. À l'issue de cet affrètement, le navire se voit ajouter de caissons latéraux sur ses flancs visant à augmenter sa stabilité.
En mars 1979, le Stena Normandica est affrété par les services maritimes de la compagnie ferroviaire britannique British Railways qui le fait naviguer sur la ligne du réseau Sealink entre le Royaume-Uni et l'Irlande. Victime cependant d'une avarie en juin, il est immobilisé durant tout l'été et ne reprend ses traversées que le 23 septembre.

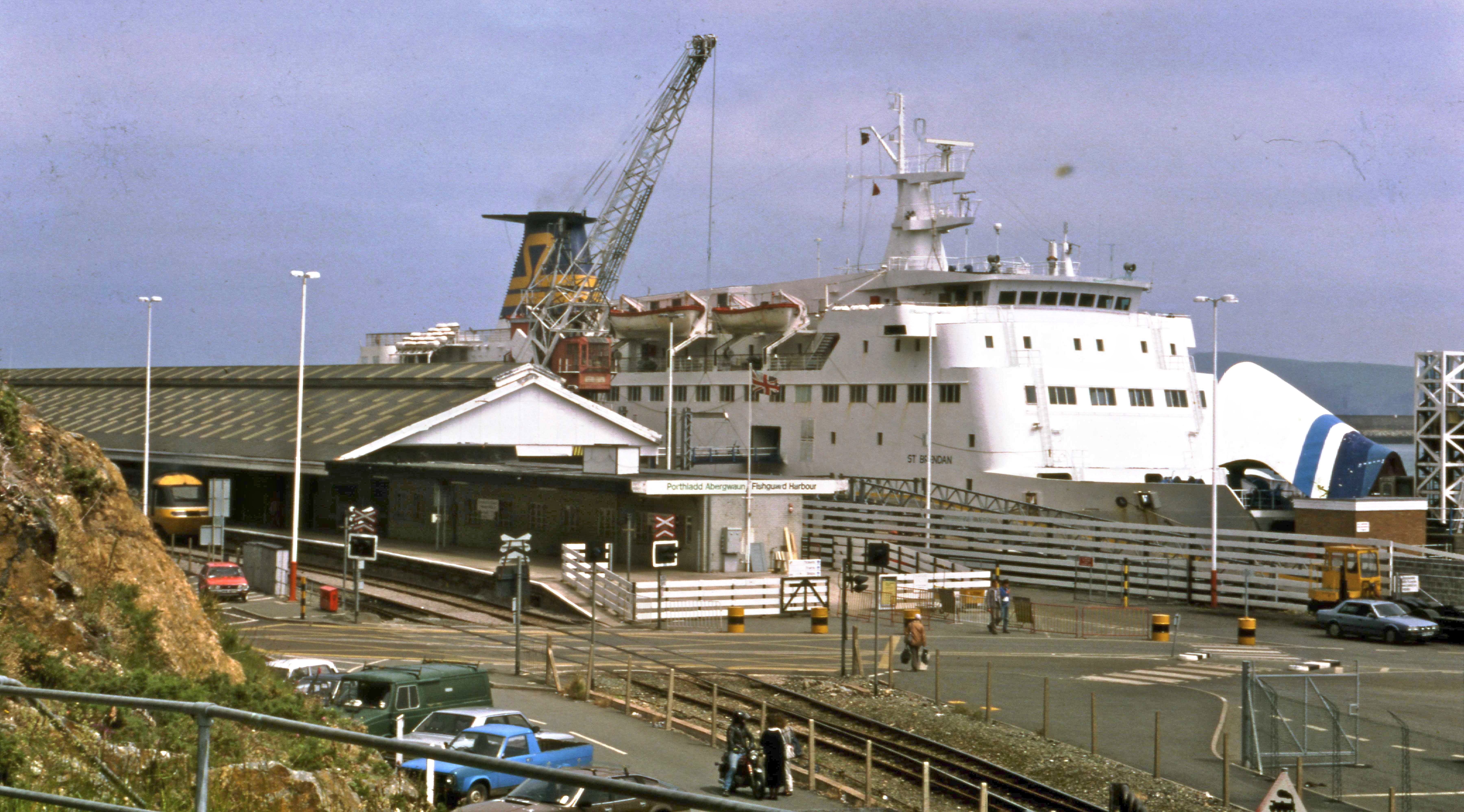
Le St Brendan à Fishguard en juillet 1988.

En février 1984, il est immatriculé aux Bahamas, ce qui a pour conséquence d'amortir ses coûts d'exploitation.
Le 15 avril 1985, Stena Line cède le navire à British Railways qui l'acquiert via la société Royal Scot Leasing. Le car-ferry prend alors le nom de St Brendan et continue de naviguer sur sa ligne habituelle.
En octobre 1989, il est de nouveau vendu, cette fois-ci à la compagnie italienne Navarma Lines. Le navire réalise sa dernière traversée pour le compte de Sealink le 5 mars 1990, il est livré ce même jour à son nouveau propriétaire.

#### Navarma/Moby Lines (1990-2024)
Renommé Moby Vincent, le navire quitte l’Irlande le 12 mars 1990 pour rejoindre la Méditerranée. Transformé en Italie, le navire est repeint aux couleurs de Navarma Lines avec notamment l'ajout d'une grande baleine bleue sur ses flancs, à l'instar des autres navires de la flotte. Il commence par la suite ses rotations au mois de mai entre l'Italie continentale et la Corse, tout d'abord au départ de Livourne, puis de Gênes à partir de juillet.
Le Moby Vincent a été acquis par Navarma dans le cadre de l'ouverture d'une ligne depuis le port de Gênes pour concurrencer les navires de Corsica Ferries. Les touristes italiens étant toujours aussi nombreux à visiter la Corse au début des années 1990, les deux armateurs se livrent une concurrence de plus en plus rude. Bien que rencontrant un certain succès dans un premier temps, la ligne de Gênes desservie par Navarma, qui changera de nom et deviendra Moby Lines à compter de 1992, connaîtra des débuts difficiles en raison d'une baisse drastique de la fréquentation à partir de 1993 en raison de l'instauration d'une taxe sur les transports par l'Assemblée de Corse. Cette baisse soudaine de la demande entraîne alors l'affrètement du Moby Vincent par la compagnie finlandaise Silja Line qui le fait naviguer en mer Baltique entre Vasa et Umeå durant l'été 1993 sous le nom officieux de Wasa Sun. De retour dans la flotte de Moby Lines en octobre, il est redéployé au départ de Livourne pour desservir la Corse l'année suivante.

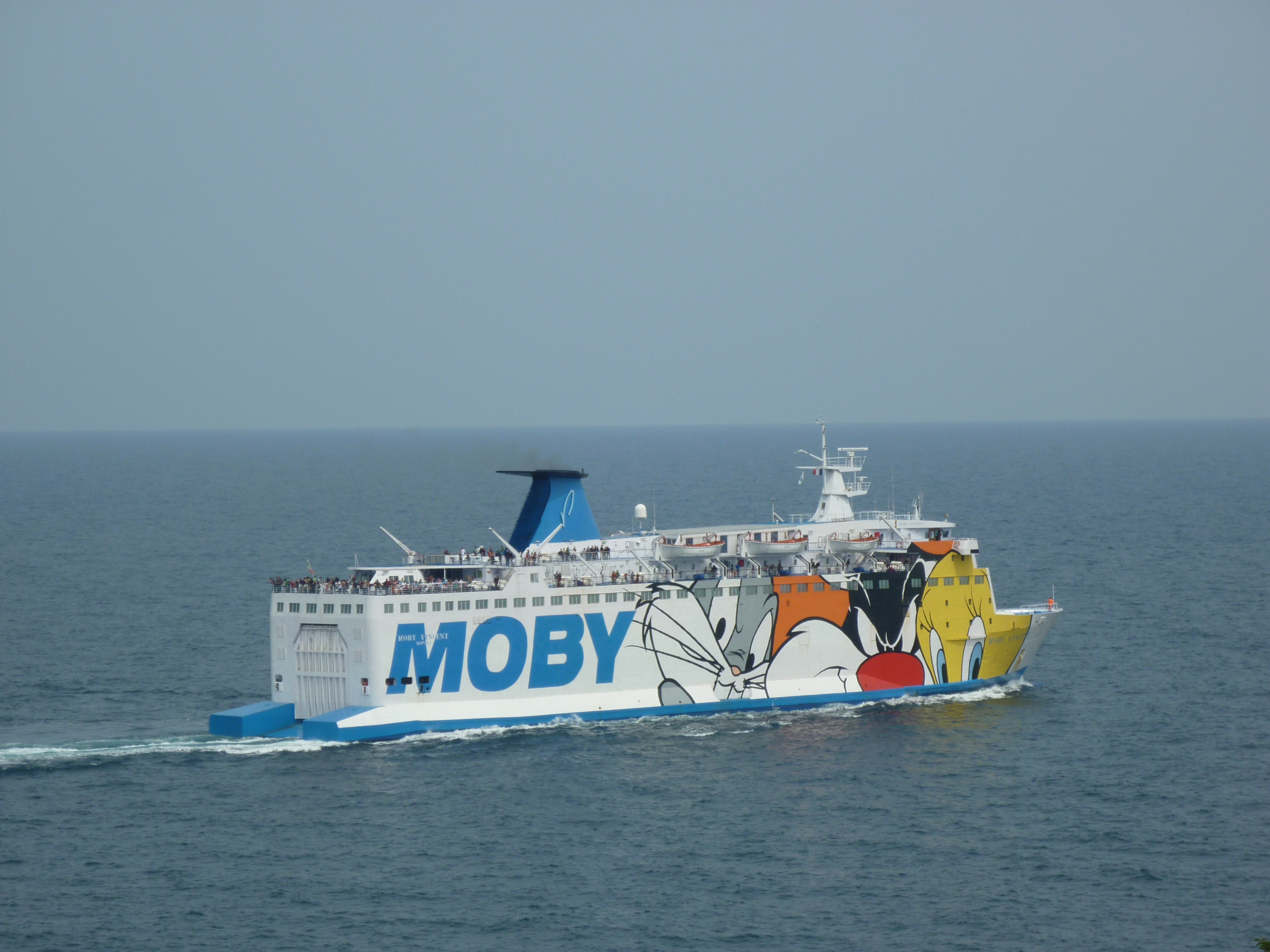
Le Moby Vincent quittant Bastia en 2011.

Durant l'été 1997, il est affrété par la Compagnie marocaine de navigation (Comanav) qui le fait naviguer entre le Maroc et l'Espagne.
Pour des raisons administratives, le navire est enregistré sous pavillon portugais en 1998. Il retrouvera le pavillon italien l'année suivante. Sa livrée est également modifiée cette année-là, le logo Moby est inscrit plus grand à l'arrière du navire et trois baleineaux accompagnent désormais la baleine Moby dont le design est lui aussi modifié.
Sa livrée change de nouveau en 2006, et intègre à présent sur ses flancs des personnages issus des Looney Tunes.
En 2010, lors d'un arrêt technique effectué aux chantiers de Gênes, des stabilisateurs en « queue de canard » sont ajoutés à l'arrière du navire.
Le 12 avril 2023 au matin, alors que le navire est en hivernage  au port de Livourne le corps d'un homme âgé de 77 ans d'origine sarde a été retrouvé près de la proue du navire par des travailleurs du port. Les pompiers , la capitainerie, et une ambulance sont alors dépêchés sur les lieux pour malheureusement constater le décès de la victime.
À l'issue d'un été 2023 marqué notamment par deux avaries, le Moby Vincent achève sa saison entre Bastia et Livourne le 22 octobre. Cette rotation sera sa dernière. Initialement reconduit sur sa ligne habituelle en 2024, Moby Lines décidera finalement de lui substituer le Moby Zazà. Approchant des 50 ans de navigation, le navire est vendu pour démolition le 18 janvier 2024,. Désarmé à Livourne en attendant son départ pour la casse, il se voit progressivement retirer les logos de Moby Lines ainsi que sa livrée à l'effigie des Looney Tunes pour arborer une coque blanche vierge de toute inscription. Le 12 avril aux alentours de 14h, le Moby Vincent quitte définitivement Livourne pour rejoindre les chantiers de démolition d'Aliağa. Au terme de quelques jours de navigation, il arrive à destination le 15 avril en fin de soirée et échoué sur la plage trois jours plus tard, le 18 avril.

## Aménagements
Le Moby Vincent possédait 10 ponts. Les installations des passagers étaient principalement situées sur le pont 7 mais aussi à l'avant des ponts 5 et 6 et sur une partie du pont 9. Les locaux de l'équipage occupaient majoritairement le pont 8 ainsi que les ponts 9 et inférieurs. L'intégralité des ponts 3 et 4 et une grande partie des ponts 5 et 6 abritaient quant à eux les garages.

### Locaux communs
Les installations destinées aux passagers occupaient la totalité du pont 7. Le Moby Vincent était équipé de deux bars, d'un snack, d'un restaurant self-service, d'une boutique ainsi qu'un espace de jeux pour enfants. 

### Cabines
Le Moby Vincent disposait de 29 cabines internes et externes situées à l'avant des ponts 5 et 6. D'une capacité de deux à quatre personnes, toutes étaient pourvues de sanitaires comprenant douche, WC et lavabo. Un grand nombre de fauteuils pullman étaient présents sur le pont 9 dans un salon panoramique situé au milieu du navire.

## Caractéristiques
le Moby Vincent mesurait 127,78 mètres de longueur pour 21,50 mètres de largeur, son tonnage était de 12 187 UMS. Le navire avait une capacité de 1 600 passagers et était pourvu d'un garage pouvant contenir 550 véhicules répartis sur quatre ponts et accessible par deux portes rampes, une à la proue et une à la poupe. La propulsion était assurée par deux moteurs diesel MaK 12M551AK développant une capacité de 10 385 kW faisant filer le navire à une vitesse de 20 nœuds. Le navire disposait de quatre embarcations de sauvetage ouvertes de taille moyenne, deux de plus petite taille et une embarcation de secours.

## Lignes desservies
Le Stena Normandica a commencé sa carrière en 1974 en naviguant sous affrètement par la CNAN qui le faisait naviguer entre Alger, Alicante en Espagne et Marseille en France. Il sera affrété à trois reprises par cette compagnie en 1974, 1975 et 1978.
Il était de temps à autre employé par Stena Line entre la Suède, le Danemark ou l'Allemagne sur les lignes Göteborg - Frederikshavn et Göteborg - Kiel.
En 1976, il a effectué des missions entre les États-Unis et le golfe Persique puis a navigué entre Gedser et Travemünde pour la compagnie danoise Gedser-Travemünde Ruten.
Il a ensuite desservi le Royaume-Uni depuis les Pays-Bas entre Rotterdam et Ipswich sous les couleurs de North Sea Ferries avant de desservir Southampton au départ du Havre pour le compte de Normandy Ferries.
À partir de 1979, il est affecté à la ligne Fishguard - Rosslare du réseau Sealink sous affrètement par British Railways. Il continuera de desservir cette ligne lorsqu'il sera racheté par cette dernière.
Pour Navarma Lines, devenue par la suite Moby Lines, il est positionné à partir de 1990 sur les lignes reliant l'Italie continentale et la Corse. Il assure alors principalement les traversées saisonnières entre Livourne et Bastia en quatre heures, généralement d'avril à octobre. Il a également assuré à quelques occasions d'autres liaisons de Moby Lines telle que Gênes - Bastia dans les années 1990 ou Nice - Bastia en 2019. Durant sa carrière sous pavillon italien, il connaîtra de temps à autre différentes utilisations telles que des affrètement, comme durant l'été 1993 où il naviguera dans le golfe de Botnie entre Vasa et Umeå sous les couleurs de Silja Line, ou en 1997 lorsqu'il sera employé entre Tanger et Algésiras par la Comanav.